# أسمولالية البول
أسمولالية البول (بالإنجليزية: Urine osmolality)‏ هي قياس تركيز البول، حيث تشير القيم الكبيرة إلى البول المركز أي عالي التركيز بينما تشير القيم الصغيرة إلى البول المخفف. وإن استهلاك الماء (بما في ذلك الماء الموجود في الطعام) يؤثر على أسمولالية البول.
عند الناس الأصحاء الذين يتقيدون بشرب الماء تكون نسبة الأسمولالية أكثر من (800 mOsm/kg), بينما يجب أن تتراوح الأسمولالية في البول خلال 24 ساعة بين (500-800 mOsm/kg).
أسمولالية البول عند البشر تتدرج بين (50-1200 mOsm/kg), فالنسبة القليلة تدل على أن الشخص قد تناول الماء بكميات كبيرة، أما النسبة العالية فيه تعني أنه لم يشرب الماء لمدة طويلة.

## الأسمولالية عند الحيوانات
بعض الثدييات لها القدرة على تحمل نسب أسمولالية أعلى من البشر، الجرذان (3,000 mOsm/kg H2O)، والأقداد والفئران (4,000 mOsm/kg H2O)، والشنشيلة (7,600 mOsm/kg H2O).